# Мославина
Мославина је историјско-географски регион у Хрватској. Назив горе Мославина потиче из времена Хрватског краљевства, односно горја Mons Claudius, данас познатог као Мославачка Гора. Обухвата простор окружен рекама Чесмом на северу и западу, Лоњом и Требежом на југу и Иловом на истоку. Обухвата површину од 1.850 km².
Мославина је управно подељена у три жупаније:
- Западна Мославина у Загребачкој жупанији,
- Средишња Мославина у Сисачко-мославачкој и
- Источна Мославина у Бјеловарско-билогорској.

Највеће насеље у Мославини је град Кутина. Остали већи градови су Чазма, Гарешница, Поповача и Иванић-Град. На том подручју се налазе и значајна лежишта нафте и плина, те део парка природе Лоњско поље. Јаки обртнички центри, „Петрокемија“ (фабрика гнојива) и „Селк“ (електронска индустрија) налазе су у граду Кутини. Мославина има и развијено виноградарство, пољопривреду и шпедицију, те је повезана са остатком земље и Европом ауто-путом и железничким правцем, који спаја средњу Европу са Блиским истоком.

## Рељеф
Мославачка гора спада у панонску масу. Највиши врх је Хумка, 489 м. У рељефу Мославине могу се издвојити три целине по генези, грађи и облику:
- стара архајска палеозојска маса (састоји се од еруптивних и метаморфних стена: гранит, гнајс,...)
- пригорје и подгорје (састављено од млађих таложних седимената: прапор, песак,...)
- низине и долине уз Саву, Лоњу, Илову и Чесму и притоке (настале акумулационо-ерозивним радом речних токова, углавном током квартара)

## Историја
Мославина се у време постојања Војне крајине, највећим делом налазила у њеном саставу. У периоду од 1991. до 1995, један део Мославине је припадао САО Западној Славонији у саставу Републике Српске Крајине.

## Становништво
У ширем смислу, на простору Мославине живи око 100.000 становника. Национални састав је поприлично хомоген са преко 90% Хрвата и 10% осталих (Срби, Чеси, Русини, Мађари, Роми).